# マキシム・フェルハーヘン
マキシム・ジャック・マルセル・フェルハーヘン（オランダ語: Maxime Jacques Marcel Verhagen、1956年9月14日 - ）は、オランダの政治家。

## 経歴
マーストリヒト出身。1986年、ライデン大学から歴史学の修士号を取得。大学在学中は左派急進主義と右派自由民主国民党 (VVD) の双方に関わった。1976年、キリスト教民主アピール (CDA) に入党。

### 政歴
CDA所属のウストヘースト市議から1989年に欧州議会議員に当選、1994年まで務めた。後に第二院議員に当選。2002年7月11日にCDAの第二院院内総務になった。2007年に発足した第4次バルケネンデ内閣で、ピーテル・ファン・ヘールの後任として外務相に任命された。労働党所属大臣の一斉辞任後は、一時的に開発協力相も兼務した。
2010年の総選挙においてCDAが大敗すると、バルケネンデ首相は即日辞任、フェルハーヘンも院内総務職に戻った。2010年10月14日、ルッテ内閣で経済・農業・イノベーション担当相と副首相を兼務した。
モンシニョールのフランソワ・バッケが教皇特使としてオランダに来訪した折は、同性愛者の権利擁護団体の要請から同性愛者の権利に否定的なカトリック教会を非難した。一方、問題発言で知られる聖ピオ十世会のリチャード・ウィリアムソン司教の破門が浮上した際はこれに懸念を表明している。
福島第一原子力発電所事故後も、フェルハーヘンは原発建設の姿勢を変えていない。

### 勲章
- ベルナルド・オイギンス勲章第二等（2007年）
- メリット勲章金章（2010年）[4]